# Minúscula

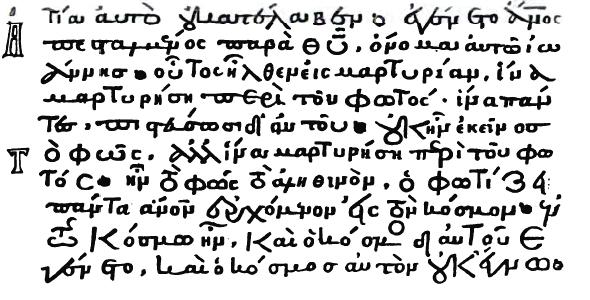
Ejemplo de texto griego en minúscula en el Codex ebnerianus (hacia el 1100).

En diversos alfabetos, la minúscula es la grafía que, por oposición a la mayúscula, tiene menor tamaño y generalmente forma distinta. Es la grafía no marcada, de uso general, mientras que la mayúscula tiene usos especializados concretos (nombres propios, títulos, etcétera).
El nombre deriva del latín minusculus: ‘menor’, con sufijo diminutivo.
Apareció a finales del siglo III, en escrituras de este tipo en papiros de la administración imperial romana.
Se utiliza en los alfabetos europeos griego, latín, cirílico y armenio. Por ejemplo, la letra de figura y tamaño a es minúscula, y la letra de figura y tamaño A es mayúscula.
Originalmente las letras de los alfabetos se escribían en mayúsculas, con espaciado bien definido entre los límites superior e inferior. Cuando se escribe rápidamente a mano (manuscrito, con pluma, lápiz u otro medio) tienden a redondearse y a ser mucho más simples, como las unciales.
Desde las unciales, las letras minúsculas se desarrollaron por vez primera, así como las minúsculas medio unciales y las cursivas, que ya no quedan ligadas entre dos líneas.
Las cursivas a su vez constituyen la base de la escritura minúscula carolingia ―desarrollada por Alcuino para su uso en la corte de Carlomagno―, que rápidamente se extendió por toda Europa. En este continente, por vez primera, llegó a ser común el uso simultáneo de mayúsculas y minúsculas en un texto único.
El término minúscula evolucionó después del desarrollo de los tipos móviles, introducidos por Johannes Gutenberg. Las minúsculas contenían las versiones pequeñas de las letras y sus ligaduras, ya que estos caracteres se utilizaban con mayor frecuencia.